# Петър Коледаров
Петър Стоянов Коледаров е български историк, картограф и етнограф.

## Биография
Роден е на 4 август 1922 година в София.
Завършва право (1948) и история (1964) в Софийския университет. Доктор на историческите науки (1983) с дисертация на тема „Македония в историческата география“. Офицер в българската армия (1943 – 1948), юрисконсулт (1948 – 1950), административен секретар на Института по история към БАН (1950 – 1953). Уредник на списание „Исторически преглед“ (1953 – 1967), научен секретар по историческа география и картография в Института по история при БАН (1967 – 1976). Научен сътрудник (1967), старши научен сътрудник (1976 – 1987) и хоноруван преподавател във Великотърновския университет (1967 – 1987).
Умира на 13 март 1992 година в София.